# Липины (Волынская область)
Липи́ны (укр. Липини) — село в Подгайцевской сельской общине Луцкого района Волынской области Украины.
Код КОАТУУ — 0722883401. Население по переписи 2001 года составляет 2871 человек. Почтовый индекс — 45601. Телефонный код — 332. Занимает площадь 1,24 км².